# Tour de France 2005
Le Tour de France 2005 est la 92e édition du Tour de France cycliste. Il s'est tenu du 2 juillet au 24 juillet 2005, sur 3 607 km, en 21 étapes.
Ce Tour est sans vainqueur depuis le déclassement de l'Américain Lance Armstrong en octobre 2012. Tous ses résultats obtenus depuis le 1er août 1998 lui ont été retirés pour plusieurs infractions à la réglementation antidopage. Cette édition est la dernière des sept consécutives qu'il aurait gagnées de 1999 à 2005.
La troisième place demeure également non attribuée, à la suite du déclassement pour dopage de Jan Ullrich le 9 février 2012 par le Tribunal arbitral du sport.

## Généralités
- Le parcours du Tour de France 2005 a été annoncé le 28 octobre 2004 au Centre des Congrès de Paris.
- Le départ est donné à Challans en Vendée.
- Lance Armstrong avait avant le départ annoncé disputer son dernier Tour. Il remporte son 7e Tour de France et bat le record de vitesse du tour à 41,654 km/h de moyenne contre 40,940 km/h en 2003. Quelques semaines plus tard, le quotidien sportif français, L'Équipe affirme que des traces d'EPO ont été retrouvées à six reprises dans des échantillons d'urine du Texan prélevés lors de son premier Tour victorieux en 1999. En octobre 2012, l'Union cycliste internationale lui retire tous ses titres[4].
- Pas de prologue cette année. L'étape initiale mesurant plus de 8 km, elle est classée comme « étape » à part entière.
- Christophe Moreau, premier Français, est 11e à 16 min 26 s du vainqueur.

## Affaires de dopage
Le 12 juillet 2005 au matin, le coureur russe Evgueni Petrov est exclu du Tour après un contrôle sanguin anormal. Il sera immédiatement suspendu 2 semaines pour "raisons de santé".
Le 12 juillet 2005 au soir, Susanna Frigo, la femme du coureur italien Dario Frigo a été interpellée et arrêtée à un péage sur autoroute. Une dizaine d'ampoules (d'EPO) étaient dissimulées dans le coffre de sa voiture dans une thermos remplie de glace. Le lendemain matin, Dario Frigo est interpellé par les gendarmes de Chambéry et il est donc déclaré non-partant. Le 16 septembre 2008, le tribunal d'Albertville prononce à leur encontre une peine de prison de six mois avec sursis et une amende de 8 757 €. Le 24 avril 2009, la cour d'appel de Chambéry condamne le couple à 3 mois de prison avec sursis.
Le 9 février 2012, le Tribunal arbitral du sport (TAS) suspend pour deux ans Jan Ullrich pour une infraction de dopage, dans le cadre de l'affaire Puerto, et annule rétroactivement tous ses résultats postérieurs à mai 2005. Ullrich est ainsi déclassé de sa troisième place au classement général du Tour de cette même année,.
Le 22 octobre 2012, l'UCI déchoit Lance Armstrong de sa victoire pour dopage, à la suite du rapport émis par l'Agence américaine antidopage.

## Déroulement de la course
Dès la première étape, Armstrong indique qu'il arrive en grande condition : sur un contre-la-montre d'à peine 16 km, il repousse ses principaux rivaux Ullrich, Vinokourov, Basso et Kloden à plus d'une minute. Il est néanmoins, pour le gain de l'étape, devancé de deux secondes par son compatriote David Zabriskie (de la CSC), qui endosse par conséquent le maillot jaune de leader.
La première semaine de course est consacrée aux sprinters et le duel pour le maillot vert entre le Belge Tom Boonen, vainqueur des 2e et 3e étapes, et l'Australien Robbie McEwen, qui remporte les 5e et 7e étapes, occupe les esprits. Le contre-la-montre par équipes n'offre pas de réelle modification au classement général ; seule la chute du maillot jaune David Zabriskie de la CSC est à noter.
Les premières étapes de montagne surviennent rapidement. Dans le col de la Schlucht, à l'arrivée de la 8e étape à Gérardmer, le maillot jaune Lance Armstrong se retrouve dans une position inconfortable. Alors que tous ses équipiers ont été lâchés, il est attaqué successivement par ses adversaires de la T-Mobile Ullrich, Vinokourov et Klöden. C'est finalement Andreas Klöden, son dauphin en 2004, qu'Armstrong doit laisser partir. Le lendemain, dans la grande étape des Vosges, tandis que le Danois Michael Rasmussen est parti remporter la victoire et assurer le maillot à pois, l'équipe Discovery Channel apparaît sereine et bien en place. S'agissait-il d'un simple accident ? La réponse ne tarde pas à venir.
Dès la 10e étape, qui s'achève au sommet de Courchevel, tout le monde s'accorde à dire que la victoire finale n'échappera pas à Armstrong. Dans la montée finale, ses coéquipiers se sont relayés pour imposer un rythme impressionnant qui a fait craquer un à un tous ses adversaires. Seul le jeune prodige espagnol Alejandro Valverde est parvenu à s'accrocher au champion américain pour venir le passer sur la ligne et remporter la victoire d'étape. Le lendemain, la victoire du Kazakh Alexandre Vinokourov à Briançon n'est plus qu'un sursaut d'orgueil.
Les Pyrénées confirment l'impression et jamais Armstrong n'est mis en difficulté. Dans les 14e et 15e étapes, il suit sans peine les attaques de ses adversaires Ivan Basso et Jan Ullrich. Rasmussen, toujours étonnant deuxième du général après les Alpes, se fait doubler par Basso et voit poindre la menace Ullrich.
Le podium final se joue dans le dernier contre-la-montre à Saint-Étienne. Si Lance Armstrong le remporte sans grand problème, assurant définitivement son septième succès consécutif dans la Grande Boucle, le maillot à pois Michael Rasmussen connaît une journée difficile, ponctuée de chutes et de ratages, qui le relègue de la troisième à la septième place du général. L'Allemand Ullrich, deuxième de l'étape, monte sur la troisième marche du podium.
Le lendemain, lors de la dernière étape sur les Champs-Élysées, le champion du Kazakhstan Alexandre Vinokourov piège les sprinteurs et remporte la victoire, assurant par là une belle cinquième place au classement final.

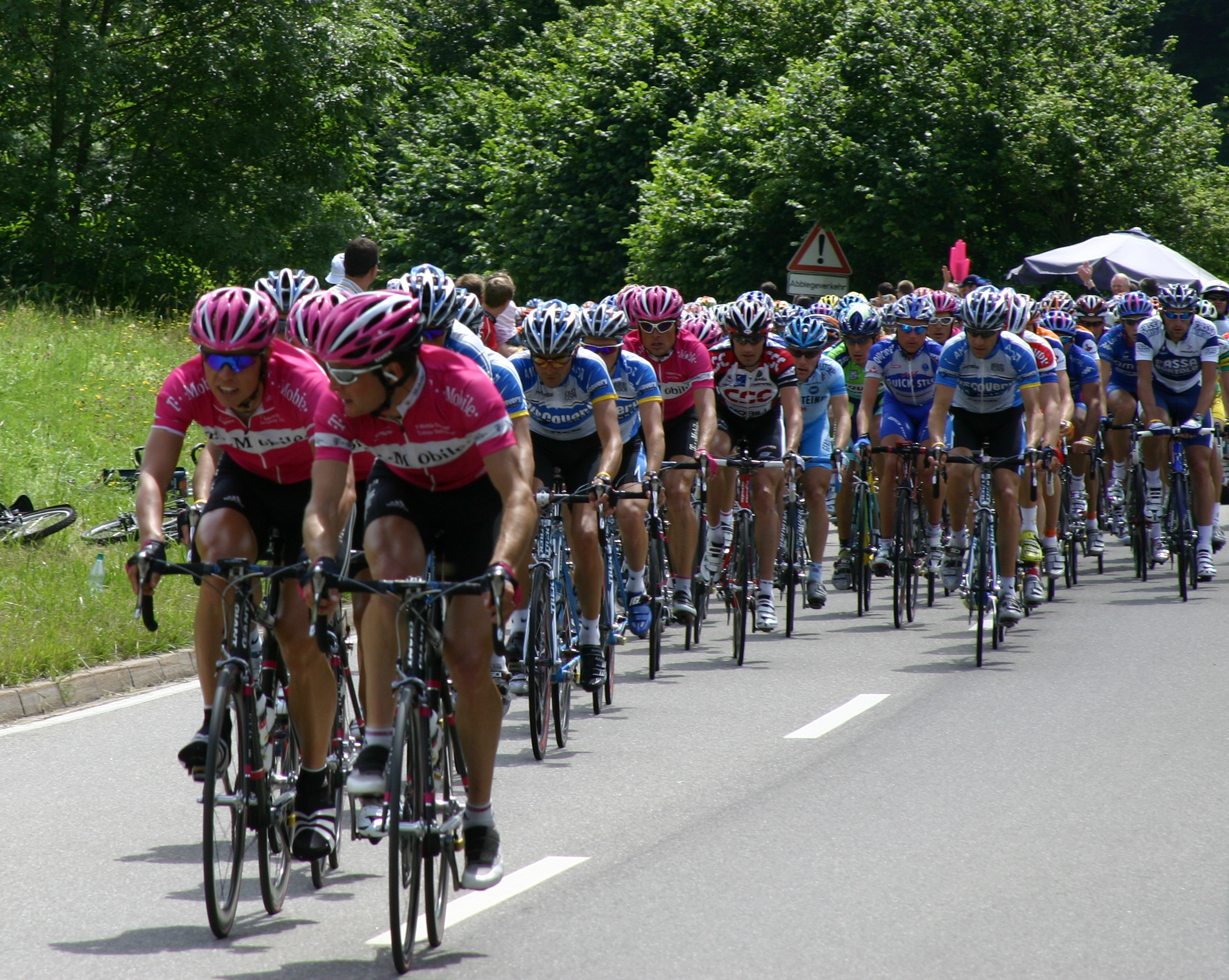
Le peloton sur le Tour de France 2005.

## Étapes
Initialement vainqueur de ce Tour de France et de la vingtième étape, Lance Armstrong a été déclassé en octobre 2012 pour plusieurs infractions à la réglementation antidopage. Ses victoires n'ont pas été attribuées à d'autres coureurs. Il a également porté le maillot jaune à l'issue de la quatrième étape, jusqu'à la huitième, puis de la dixième à la fin de la course. Les victoires d'étapes de David Zabriskie (CLM initial) et de George Hincapie (15e étape) leur sont également retirées.
| Étape,    | Date            | Villes étapes                                   |                              | Distance (km)         | Vainqueur d’étape     | Leader du classement général |
| --------- | --------------- | ----------------------------------------------- | ---------------------------- | --------------------- | --------------------- | ---------------------------- |
| 1re étape | sam. 2 juillet  | Fromentine – Noirmoutier-en-l'Île               | Contre-la-montre individuel  | 19                    | David Zabriskie       | David Zabriskie              |
| 2e étape  | dim. 3 juillet  | Challans – Les Essarts                          | Étape de plaine              | 182                   | Tom Boonen            | David Zabriskie              |
| 3e étape  | lun. 4 juillet  | La Châtaigneraie – Tours                        | Étape de plaine              | 208                   | Tom Boonen            | David Zabriskie              |
| 4e étape  | mar. 5 juillet  | Tours – Blois                                   | Contre-la-montre par équipes | 66                    | Discovery Channel     | Lance Armstrong              |
| 5e étape  | mer. 6 juillet  | Chambord – Montargis                            | Étape de plaine              | 179                   | Robbie McEwen         | Lance Armstrong              |
| 6e étape  | jeu. 7 juillet  | Troyes – Nancy                                  | Étape de plaine              | 187                   | Lorenzo Bernucci      | Lance Armstrong              |
| 7e étape  | ven. 8 juillet  | Lunéville – Karlsruhe (ALL)                     | Étape de plaine              | 225                   | Robbie McEwen         | Lance Armstrong              |
| 8e étape  | sam. 9 juillet  | Pforzheim (ALL) – Gérardmer                     | Étape accidentée             | 231                   | Pieter Weening        | Lance Armstrong              |
| 9e étape  | dim. 10 juillet | Gérardmer – Mulhouse                            | Étape de moyenne montagne    | 170                   | Michael Rasmussen     | Jens Voigt                   |
|           | lun. 11 juillet | Grenoble                                        | Jour de repos                | Journée de repos no 1 | Journée de repos no 1 | Journée de repos no 1        |
| 10e étape | mar. 12 juillet | Grenoble – Courchevel                           | Étape de montagne            | 192                   | Alejandro Valverde    | Lance Armstrong              |
| 11e étape | mer. 13 juillet | Courchevel – Briançon                           | Étape de montagne            | 192                   | Alexandre Vinokourov  | Lance Armstrong              |
| 12e étape | jeu. 14 juillet | Briançon – Digne-les-Bains                      | Étape de moyenne montagne    | 187                   | David Moncoutié       | Lance Armstrong              |
| 13e étape | ven. 15 juillet | Miramas – Montpellier                           | Étape de plaine              | 173,5                 | Robbie McEwen         | Lance Armstrong              |
| 14e étape | sam. 16 juillet | Agde – Ax 3 Domaines                            | Étape de montagne            | 220                   | Georg Totschnig       | Lance Armstrong              |
| 15e étape | dim. 17 juillet | Lézat-sur-Lèze – Saint-Lary-Soulan - Pla d'Adet | Étape de montagne            | 205                   | George Hincapie       | Lance Armstrong              |
|           | lun. 18 juillet | Pau                                             | Jour de repos                | Journée de repos no 2 | Journée de repos no 2 | Journée de repos no 2        |
| 16e étape | mar. 19 juillet | Mourenx – Pau                                   | Étape de montagne            | 177                   | Óscar Pereiro Sío     | Lance Armstrong              |
| 17e étape | mer. 20 juillet | Pau – Revel                                     | Étape de plaine              | 239                   | Paolo Savoldelli      | Lance Armstrong              |
| 18e étape | jeu. 21 juillet | Albi – Mende                                    | Étape accidentée             | 189                   | Marcos Serrano        | Lance Armstrong              |
| 19eétape  | ven. 22 juillet | Issoire – Le Puy-en-Velay                       | Étape accidentée             | 154                   | Giuseppe Guerini      | Lance Armstrong              |
| 20e étape | sam. 23 juillet | Saint-Étienne – Saint-Étienne                   | Contre-la-montre individuel  | 55                    | Lance Armstrong       | Lance Armstrong              |
| 21e étape | dim. 24 juillet | Corbeil-Essonnes – Paris - Champs-Élysées       | Étape de plaine              | 144,5                 | Alexandre Vinokourov  | Lance Armstrong              |

## Classements

### Classement général final
Le 9 février 2012, le Tribunal arbitral du sport (TAS) prononce à l’encontre de l’Allemand Jan Ullrich, initialement troisième à 6 min 21 s, son déclassement de toutes les épreuves auxquelles il a participé entre mai 2005 et la fin de sa carrière en juin 2006. Il perd ainsi sa place sur le podium du Tour de France 2005. Le règlement de l’UCI en vigueur du 1er janvier 2005 au 31 août 2013 réattribue normalement les vingt premières places au général en cas de déclassement et laisse, à partir de la 21e place, autant de places vacantes que de coureurs initialement dans les vingt premiers et par la suite déclassés : ainsi de l’Espagnol Francisco Mancebo (initialement 4e) à l’Espagnol Carlos Sastre (initialement 21e), chaque coureur aurait dû gagner une place au général. Néanmoins la documentation en ligne du Tour de France sur letour.fr a laissé Ullrich troisième et Mancebo quatrième.
Le 22 octobre 2012, Lance Armstrong (initialement vainqueur de l'épreuve en 86 h 15 min 2 s), Levi Leipheimer (6e à 11 min 21 s) et George Hincapie  (14e à 23 min 40 s) sont aussi déclassés par l’UCI pour dopage. Quatre jours plus tard, le 26 octobre 2012, l’UCI annonce qu’à titre exceptionnel ces derniers déclassements n’entraînent pas de modifications dans les classements, ainsi la victoire sur le Tour de France 2005 n’est pas réattribuée et les 1re, 6e et 14e places restent vacantes (ou 1re, 5e et 13e places en cas de reclassement des coureurs à la suite de l’annulation du résultat d’Ullrich).
Le 6 janvier 2016, Michael Boogerd (initialement 24e à 38 min 29 s) perd ses résultats acquis de 2005 à 2007. Sa place reste elle aussi vacante.
| Classement général | Classement général            | Classement général | Classement général             | Classement général |
|                    | Coureur                       | Pays               | Équipe                         | Temps              |
| ------------------ | ----------------------------- | ------------------ | ------------------------------ | ------------------ |
| 1er                | Lance Armstrong Place vacante | États-Unis —       | Discovery Channel —            |                    |
| 2e                 | Ivan Basso                    | Italie             | Team CSC                       | + 4 min 40 s       |
| 3e                 | Jan Ullrich Place vacante     | Allemagne —        | T-Mobile —                     |                    |
| 4e                 | Francisco Mancebo             | Espagne            | Illes Balears-Caisse d’Épargne | + 9 min 59 s       |
| 5e                 | Alexandre Vinokourov          | Kazakhstan         | T-Mobile                       | + 11 min 1 s       |
| 6e                 | Levi Leipheimer Place vacante | États-Unis —       | Gerolsteiner —                 |                    |
| 7e                 | Michael Rasmussen             | Danemark           | Rabobank                       | + 11 min 33 s      |
| 8e                 | Cadel Evans                   | Australie          | Davitamon-Lotto                | + 11 min 55 s      |
| 9e                 | Floyd Landis                  | États-Unis         | Phonak Hearing Systems         | + 12 min 44 s      |
| 10e                | Óscar Pereiro Sío             | Espagne            | Phonak Hearing Systems         | + 16 min 4 s       |
| 11e                | Christophe Moreau             | France             | Crédit Agricole                | + 16 min 26 s      |
| 12e                | Yaroslav Popovych             | Ukraine            | Discovery Channel              | + 19 min 2 s       |
| 13e                | Eddy Mazzoleni                | Italie             | Lampre-Caffita                 | + 21 min 6 s       |
| 14e                | George Hincapie Place vacante | États-Unis —       | Discovery Channel —            |                    |
| 15e                | Haimar Zubeldia               | Espagne            | Euskaltel-Euskadi              | + 23 min 43 s      |
| 16e                | Jörg Jaksche                  | Allemagne          | Liberty Seguros-Würth          | + 24 min 7 s       |
| 17e                | Bobby Julich                  | États-Unis         | CSC                            | + 24 min 8 s       |
| 18e                | Óscar Sevilla                 | Espagne            | T-Mobile                       | + 27 min 45 s      |
| 19e                | Andrey Kashechkin             | Kazakhstan         | Crédit Agricole                | + 28 min 4 s       |
| 20e                | Giuseppe Guerini              | Italie             | T-Mobile                       | + 33 min 2 s       |
| 21e                | Carlos Sastre                 | Espagne            | CSC                            | + 34 min 24 s      |
| 22e                | Xabier Zandio                 | Espagne            | Illes Balears-Caisse d'Epargne | + 36 min 20 s      |
| 23e                | Leonardo Piepoli              | Italie             | Saunier Duval-Prodir           | + 36 min 20 s      |
| 24e                | Michael Boogerd Place vacante | Pays-Bas —         | Rabobank —                     |                    |
| 25e                | Paolo Savoldelli              | Italie             | Discovery Channel              | + 44 min 30 s      |
| modifier           |                               |                    |                                |                    |

### Classements annexes finals
| Classement par points | Classement par points         | Classement par points | Classement par points  | Classement par points |
| --------------------- | ----------------------------- | --------------------- | ---------------------- | --------------------- |
|                       | Coureur                       | Pays                  | Équipe                 | Point(s)              |
| 1er                   | Thor Hushovd                  | Norvège               | Crédit Agricole        | 194 points            |
| 2e                    | Stuart O'Grady                | Australie             | Cofidis                | 182 pts               |
| 3e                    | Robbie McEwen                 | Australie             | Davitamon-Lotto        | 178 pts               |
| 4e                    | Alexandre Vinokourov          | Kazakhstan            | T-Mobile               | 158 pts               |
| 5e                    | Allan Davis                   | Australie             | Liberty Seguros-Würth  | 130 pts               |
| 6e                    | Óscar Pereiro Sío             | Espagne               | Phonak Hearing Systems | 118 pts               |
| 7e                    | Robert Förster                | Allemagne             | Gerolsteiner           | 101 pts               |
| 8e                    | Lance Armstrong Place vacante | États-Unis —          | Discovery Channel —    |                       |
| 9e                    | Baden Cooke                   | Australie             | La Française des Jeux  | 90 pts                |
| 10e                   | Bernhard Eisel                | Autriche              | La Française des Jeux  | 88 pts                |
| modifier              |                               |                       |                        |                       |

| Classement du meilleur grimpeur | Classement du meilleur grimpeur | Classement du meilleur grimpeur | Classement du meilleur grimpeur | Classement du meilleur grimpeur |
| ------------------------------- | ------------------------------- | ------------------------------- | ------------------------------- | ------------------------------- |
|                                 | Coureur                         | Pays                            | Équipe                          | Point(s)                        |
| 1er                             | Michael Rasmussen               | Danemark                        | Rabobank                        | 185 points                      |
| 2e                              | Óscar Pereiro Sío               | Espagne                         | Phonak Hearing Systems          | 155 pts                         |
| 3e                              | Lance Armstrong Place vacante   | États-Unis —                    | Discovery Channel —             |                                 |
| 4e                              | Christophe Moreau               | France                          | Crédit Agricole                 | 93 pts                          |
| 5e                              | Michael Boogerd Place vacante   | Pays-Bas —                      | Rabobank —                      |                                 |
| 6e                              | Santiago Botero                 | Colombie                        | Phonak Hearing Systems          | 88 pts                          |
| 7e                              | Alexandre Vinokourov            | Kazakhstan                      | T-Mobile                        | 75 pts                          |
| 8e                              | Laurent Brochard                | France                          | Bouygues Telecom                | 75 pts                          |
| 9e                              | George Hincapie Place vacante   | États-Unis —                    | Discovery Channel —             |                                 |
| 10e                             | Pietro Caucchioli               | Italie                          | Crédit Agricole                 | 73 pts                          |
| modifier                        |                                 |                                 |                                 |                                 |

| Classement général du meilleur jeune | Classement général du meilleur jeune | Classement général du meilleur jeune | Classement général du meilleur jeune | Classement général du meilleur jeune |
|                                      | Coureur                              | Pays                                 | Équipe                               | Temps                                |
| ------------------------------------ | ------------------------------------ | ------------------------------------ | ------------------------------------ | ------------------------------------ |
| 1er                                  | Yaroslav Popovych                    | Ukraine                              | Discovery Channel                    | en 86 h 34 min 4 s                   |
| 2e                                   | Andrey Kashechkin                    | Kazakhstan                           | Crédit Agricole                      | + 9 min 2 s                          |
| 3e                                   | Alberto Contador                     | Espagne                              | Liberty Seguros-Würth                | + 44 min 23 s                        |
| 4e                                   | Maxim Iglinskiy                      | Kazakhstan                           | Domina Vacanze                       | + 59 min 42 s                        |
| 5e                                   | Jérôme Pineau                        | France                               | Bouygues Telecom                     | + 1 h 12 min 36 s                    |
| 6e                                   | Vladimir Karpets                     | Russie                               | Illes Balears-Caisse d’Épargne       | + 1 h 24 min 43 s                    |
| 7e                                   | David Arroyo                         | Espagne                              | Illes Balears-Caisse d’Épargne       | + 1 h 35 min 10 s                    |
| 8e                                   | Patrik Sinkewitz                     | Allemagne                            | Quick Step-Innergetic                | + 1 h 48 min 46 s                    |
| 9e                                   | Thomas Lövkvist                      | Suède                                | La Française des Jeux                | + 1 h 48 min 46 s                    |
| 10e                                  | Philippe Gilbert                     | Belgique                             | La Française des jeux                | + 2 h 4 min 58 s                     |
| modifier                             |                                      |                                      |                                      |                                      |

| Classement par équipes | Classement par équipes         | Classement par équipes | Classement par équipes |
|                        | Équipe                         | Pays                   | Temps                  |
| ---------------------- | ------------------------------ | ---------------------- | ---------------------- |
| 1re                    | T-Mobile                       | Allemagne              | en 256 h 10 min 29 s   |
| 2e                     | Discovery Channel              | États-Unis             | + 14 min 57 s          |
| 3e                     | CSC                            | Danemark               | + 25 min 15 s          |
| 4e                     | Crédit Agricole                | France                 | + 55 min 24 s          |
| 5e                     | Illes Balears-Caisse d’Épargne | Espagne                | + 1 h 6 min 9 s        |
| 6e                     | Phonak                         | Suisse                 | + 1 h 9 min 20 s       |
| 7e                     | Liberty Seguros-Würth          | Espagne                | + 1 h 47 min 56 s      |
| 8e                     | Rabobank                       | Pays-Bas               | + 2 h 26 min 30 s      |
| 9e                     | Saunier Duval-Prodir           | Espagne                | + 2 h 48 min 58 s      |
| 10e                    | AG2R Prévoyance                | France                 | + 5 h 52 min 4 s       |
| modifier               |                                |                        |                        |

#### Prix de la combativité
- Óscar Pereiro Sío  (Phonak Hearing Systems)[18]

### Évolution des classements
Lance Armstrong, David Zabriskie et George Hincapie ont été disqualifiés en 2012 et ont perdu le bénéfice de leurs victoires.
| Étape              | Vainqueur            | Classement général | Classement par points | Classement de la montagne | Classement du meilleur jeune | Classement par équipes | Prix de la combativité |
| ------------------ | -------------------- | ------------------ | --------------------- | ------------------------- | ---------------------------- | ---------------------- | ---------------------- |
| 1                  | David Zabriskie      | David Zabriskie    | David Zabriskie       | Non décerné               | Fabian Cancellara            | CSC                    | Non décerné            |
| 2                  | Tom Boonen           | David Zabriskie    | Tom Boonen            | Thomas Voeckler           | Fabian Cancellara            | CSC                    | Sylvain Calzati        |
| 3                  | Tom Boonen           | David Zabriskie    | Tom Boonen            | Erik Dekker               | Yaroslav Popovych            | CSC                    | Erik Dekker            |
| 4                  | Discovery Channel    | Lance Armstrong    | Tom Boonen            | Erik Dekker               | Yaroslav Popovych            | CSC                    | Non décerné            |
| 5                  | Robbie McEwen        | Lance Armstrong    | Tom Boonen            | Erik Dekker               | Yaroslav Popovych            | CSC                    | Juan Antonio Flecha    |
| 6                  | Lorenzo Bernucci     | Lance Armstrong    | Tom Boonen            | Karsten Kroon             | Yaroslav Popovych            | CSC                    | Christophe Mengin      |
| 7                  | Robbie McEwen        | Lance Armstrong    | Tom Boonen            | Fabian Wegmann            | Yaroslav Popovych            | CSC                    | Fabian Wegmann         |
| 8                  | Pieter Weening       | Lance Armstrong    | Tom Boonen            | Michael Rasmussen         | Vladimir Karpets             | CSC                    | Pieter Weening         |
| 9                  | Michael Rasmussen    | Jens Voigt         | Tom Boonen            | Michael Rasmussen         | Vladimir Karpets             | CSC                    | Michael Rasmussen      |
| 10                 | Alejandro Valverde   | Lance Armstrong    | Tom Boonen            | Michael Rasmussen         | Alejandro Valverde           | CSC                    | Laurent Brochard       |
| 11                 | Alexandre Vinokourov | Lance Armstrong    | Tom Boonen            | Michael Rasmussen         | Alejandro Valverde           | CSC                    | Alexandre Vinokourov   |
| 12                 | David Moncoutié      | Lance Armstrong    | Thor Hushovd          | Michael Rasmussen         | Alejandro Valverde           | CSC                    | David Moncoutié        |
| 13                 | Robbie McEwen        | Lance Armstrong    | Thor Hushovd          | Michael Rasmussen         | Yaroslav Popovych            | CSC                    | Carlos Da Cruz         |
| 14                 | Georg Totschnig      | Lance Armstrong    | Thor Hushovd          | Michael Rasmussen         | Yaroslav Popovych            | T-Mobile               | Georg Totschnig        |
| 15                 | George Hincapie      | Lance Armstrong    | Thor Hushovd          | Michael Rasmussen         | Yaroslav Popovych            | T-Mobile               | Óscar Pereiro Sío      |
| 16                 | Óscar Pereiro        | Lance Armstrong    | Thor Hushovd          | Michael Rasmussen         | Yaroslav Popovych            | T-Mobile               | Óscar Pereiro Sío      |
| 17                 | Paolo Savoldelli     | Lance Armstrong    | Thor Hushovd          | Michael Rasmussen         | Yaroslav Popovych            | Discovery Channel      | Sébastien Hinault      |
| 18                 | Marcos Serrano       | Lance Armstrong    | Thor Hushovd          | Michael Rasmussen         | Yaroslav Popovych            | T-Mobile               | Carlos Da Cruz         |
| 19                 | Giuseppe Guerini     | Lance Armstrong    | Thor Hushovd          | Michael Rasmussen         | Yaroslav Popovych            | T-Mobile               | Sandy Casar            |
| 20                 | Lance Armstrong      | Lance Armstrong    | Thor Hushovd          | Michael Rasmussen         | Yaroslav Popovych            | T-Mobile               | Non décerné            |
| 21                 | Alexandre Vinokourov | Lance Armstrong    | Thor Hushovd          | Michael Rasmussen         | Yaroslav Popovych            | T-Mobile               | Philippe Gilbert       |
| Classements finals | Classements finals   | Lance Armstrong    | Thor Hushovd          | Michael Rasmussen         | Yaroslav Popovych            | T-Mobile               | Óscar Pereiro Sío      |

## Liste des coureurs
Le Tour de France 2005 a été disputé par 189 coureurs répartis dans 21 équipes représentant 28 pays, pour 155 arrivants.
| Équipes engagées               | Équipes engagées | Équipes engagées |
| Nom de l'équipe                | Pays             | Code             |
| ------------------------------ | ---------------- | ---------------- |
| Liberty Seguros-Würth          | Espagne          |                  |
| Gerolsteiner                   | Allemagne        |                  |
| Team CSC                       | Danemark         |                  |
| T-Mobile                       | Allemagne        |                  |
| Rabobank                       | Pays-Bas         |                  |
| Discovery Channel              | États-Unis       |                  |
| Quick Step-Innergetic          | Belgique         |                  |
| Phonak Hearing Systems         | Suisse           |                  |
| Fassa Bortolo                  | Italie           |                  |
| Cofidis                        | France           |                  |
| Illes Balears-Caisse d’Épargne | Espagne          |                  |
| Davitamon-Lotto                | Belgique         |                  |
| Saunier Duval-Prodir           | Espagne          |                  |
| Euskaltel-Euskadi              | Espagne          |                  |
| Bouygues Telecom               | France           |                  |
| La Française des Jeux          | France           |                  |
| Crédit Agricole                | France           |                  |
| Lampre-Caffita                 | Italie           |                  |
| Domina Vacanze                 | Italie           |                  |
| Liquigas-Bianchi               | Italie           |                  |
| AG2R Prévoyance                | France           |                  |

## Gains des équipes
Classement des équipes selon le montant total des primes gagnées par leurs coureurs (en euros)
1. Discovery Channel : 545 640 dont le prix de 400 000 euros au vainqueur
2. T-Mobile : 258 730
3. CSC : 237 520
4. Crédit agricole : 107 420
5. Illes Balears : 105 180
6. Phonak : 99 360
7. Rabobank : 96 120
8. Gerolsteiner : 68 050
9. Davitamon : 65 210
10. Française des jeux : 58 040
11. Cofidis : 57 070
12. Liberty Seguros : 42 390
13. Quick-Step : 33 660
14. Fassa Bortolo : 32 860
15. Bouygues Telecom : 27 710
16. Liquigas : 25 120
17. Lampre : 20 620
18. Domina Vacanze : 18 020
19. Ag2r : 17 000
20. Saunier Duval : 12 070
21. Euskaltel : 9 310